# 黃尾琵蟌
黃尾琵蟌（學名：Coeliccia flavicauda）分布於低中海拔山區，主要於台灣中、南部，棲息於林中的溝渠 、瀑布等環境，北部較少見。體長48-53mm，雄蟲複眼上黑下藍，腹部黑色，末節黃色；雌蟲腹部第8節後半及9、10節為黃色。

## 亞種
- Coeliccia flavicauda ssp. masakii , Asahina, 1951：此亞種，在1996年被IUCN評估為瀕危物種(EN)[3]

## 外部連線
- 黃尾琵蟌